# 瑞典廣播電台第三套節目
瑞典廣播電台第三套節目（瑞典語：Sveriges Radio P3）是瑞典廣播電台一條於1964年開播的電台頻道，主要以青少年至35歲人士為目標受眾。這條頻道聲稱每星期會播放1200首現代流行音樂，當中至少三分之一為瑞典語歌曲，並接受且歡迎由聽眾推薦以及由獨立藝人製作的音樂。